# Медаль Джона Ньюбери
Медаль Джона Нью́бери (англ. John Newbery Medal) — американская ежегодная литературная премия, присуждаемая автору за выдающийся вклад в американскую литературу для детей. Вручается с 1922 года.
Книжка-претендент на награду должна быть опубликована на английском языке в прошлом году в США, быть ориентированной на детского читателя и должна способствовать развитию литературы. Её автор должен быть гражданином или постоянным жителем Соединенных Штатов.
Медаль Джона Ньюбери присуждается Ассоциацией библиотечного обслуживания детей (англ. Association for Library Service to Children (ALSC)). Это крупнейшая в мире организация для поддержки и улучшения библиотечного обслуживания детей и новатор в своей области. Сеть ALSC насчитывает более 4200 детских и юношеских библиотек, экспертов по детской литературе, издателей, библиотекарей, школьных преподавателей. В рамках организации действует около 60 различных комитетов.
Помимо медали победителя, жюри обычно также награждает нескольких соискателей «Почётным дипломом медали Джона Ньюбери» (англ. Newbery Honor Book), то есть присуждает «второе место» одному либо одновременно 2—5 произведениям.
Более одного раза медаль Ньюбери получили 5 авторов: Элейн Конигсбург, Джозеф Крамголд, Лоис Лоури, Кэтрин Патерсон, Элизабет Спир и Кейт Дикамилло.

## История
Ввести награду предложил Фредерик Мелчер на собрании Американской библиотечной ассоциации (ALA) 22 июня 1921 года. Решение окончательно принял Исполнительный совет ALA в 1922 году. Медаль назвали в честь английского книгоиздателя XVIII века Джона Ньюбери, который издал первую книгу для детей под названием «Маленькая хорошенькая карманная книжечка» (1744).
Официальную цель награды сформулировали следующим образом:
Поощрять оригинальные творческие работы в области книг для детей. Обратить особое внимание общественности, что вклад в литературу для детей заслуживает такого же признания, как и поэзия, пьесы или романы. Награждать библиотекарей, посвятивших профессиональные усилия служению юным читателям, награждать авторов хороших книг в этой области литературы.
Дизайн бронзовой медали разработал американский скульптор Рене Поль Шамбеллан (фр. René Paul Chambellan). На ней изображен писатель, который вручает мальчику и девочке книгу. На оборотной стороне медали, по замыслу дизайнера, пишется имя победителя и дата.
Медаль Ньюбери — первая детская литературная премия в мире. Вместе с медалью Кальдекотта считается одной из двух самых престижных премий США в сфере детской литературы.